# Natalia Anissimova (handball, 1960)
Pour les articles homonymes, voir Natalia Anissimova (homonymie).
Natalia Iourievna Anissimova (russe : Наталья Юрьевна Анисимова), née Natalia Gouskova le 15 novembre 1960, est une ancienne handballeuse internationale soviétique.
Elle est notamment championne du monde en 1982 et double médaillée de bronze aux Jeux olympiques.

## Palmarès

### En équipe nationale
Compétitions principales
- Médaille d'or au Championnat du monde 1982,  Hongrie
- Médaille de bronze aux Jeux olympiques de 1988 à Séoul,  Corée du Sud
- Médaille de bronze aux Jeux olympiques de 1992 à Barcelone,  Espagne

Autres
- Médaille d'or aux Jeux de l'Amitié en 1984 (en) à Trenčín,  Tchécoslovaquie
- Médaille d'or aux Goodwill Games de 1986 à Moscou,  Union soviétique

### En club
Compétitions internationales
- Coupe des vainqueurs de coupe
  - Vainqueur (2) : 1987 (de) et 1988 (de)[1]
  - finaliste (1) : 1989
- Coupe des clubs champions
  - finaliste (1) : 1990

Compétitions nationales
- Championnat d'URSS
  - vainqueur (2) : 1989, 1992
  - deuxième en 1983, 1984, 1986, 1987, 1988
- vainqueur du Champion de Yougoslavie (4) : 1993, 1994, 1995, 1996
- vainqueur du Coupe de Yougoslavie (2) : 1995, 1996

## Distinctions individuelles
- nommée à l'élection de la meilleure handballeuse mondiale de la saison en 1988
- élue meilleure handballeuse russe du XXe siècle[1]